# Cribrilina punctata
Cribrilina punctata is een mosdiertjessoort uit de familie van de Cribrilinidae. De wetenschappelijke naam van de soort is voor het eerst geldig gepubliceerd in 1841 door Hassall.